# AT-ST
AT-ST는 AT-AT와 AT-DP보다는 화력과 방어력은 약한 은하제국의 주력 전투차량이다. 2족 보행을 한다.